# アックス・バウ

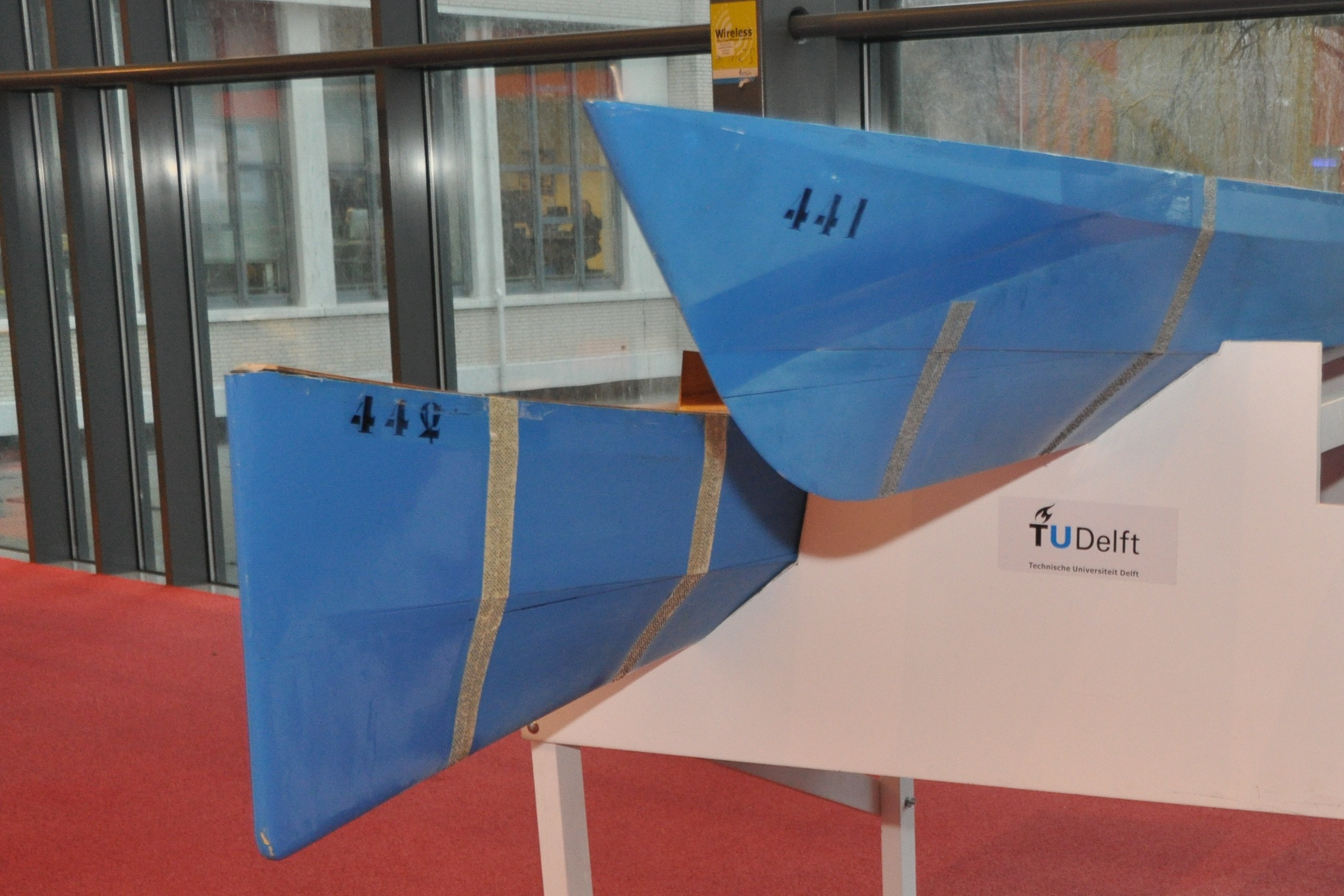
アックス・バウ(442)写真左 と従来型バウ(441)写真右の比較

アックス・バウ（英: Axe bow）は波浪貫通型船型で用いられる船首形状で、舳先がほぼ垂直に切り立ち、水切角を小さく取った幅が狭く長い船首を特徴とする。フォアフット（船首船底）を深く、乾舷を比較的高く取り、船首フレアがほとんどない形状から、概形は斧のように見える。この形状により水面を切り裂き、反射波を前方ではなく側方に受け流して進むため、フレアを大きく取った船首よりも波浪の影響を受けにくく、ピッチングを起こしにくくなっている。また、フォアフットを深く取ってあるために海況が悪くても船首が水面上に完全に出てしまうことが少ないので、スラミングも起こしにくい。その反面、反射波を側方に受け流す都合上その反力を受けて船首の方向がブレ易いために直進安定性にやや劣り、進路を維持するために舵を頻繁に操作しなければならない場合がある。この傾向は波が険しくなるにつれて強くなる。
垂直船首自体は特別なものではなく、初期の蒸気船では一般的なものであった。アックス・バウの革新性は、長くなった船首部との組み合わせによるものである。このコンセプトは、デルフト工科大学のレックス・キューニング、ダーメン・グループ、オランダ海事研究所、王立オランダ救命艇協会、オランダ海軍、ダーメン・スヘルデ海軍造船所およびアメリカ沿岸警備隊により、オランダで開発された。

## 類似の省エネ型船首構造

### Ax-BOW
バルバス・バウと組み合わせたもので、満載喫水線の上方の船首形状を尖らせることによって満載時の実海域性能向上を意図したもの。日本鋼管（ユニバーサル造船を経て現ジャパン マリンユナイテッド）が開発し、2000年代初頭に導入された。タンカーやばら積み貨物船といった肥大船型では、船首に入射した波浪が前方に反射して抵抗となる割合が大きく、平水中に比べて波浪中での船速低下が顕著になる。Ax-BOWは、この対策として喫水線より上部の船首を尖らせることによって入射波を前方ではなく側方に反射するようにしたもので、波浪中の抵抗増加を数パーセント低減させる効果がある。

### LEADGE-BOW
LEADGE-BOW（LEAding eDGE-BOW、レッジ・バウ）は満載状態だけでなく空荷のバラスト状態でも実海域性能を向上させることを意図したもので、船首は垂直に切り立ち、波を確実に側方に押しのけるために舳先が通常より高く取られている。2005年にユニバーサル造船の広田らが発表した。波浪中の抵抗増加をAx-BOWと比較して約5%、通常型船首と比較するとさらに同程度（約5%、合計約10%）低減する効果がある。
主にVLCCなどの肥大船型を持つ商船に採用されているが、ロールス・ロイスが設計したニュージーランド海軍の補給艦アオテアロア（HMNZS Aotearoa）のように同様の船型を持つ軍艦にも採用されている。